# Staryje Szałty
Staryje Szałty (ros. Старые Шалты) – wieś (sieło) w Rosji, w obwodzie orenburskim, w rejonie abdulińskim. W 2010 liczyła 562 mieszkańców.